# Bermellar
Bermellar – gmina w Hiszpanii, w prowincji Salamanka, w Kastylii i León, o powierzchni 27,88 km². W 2011 roku gmina liczyła 159 mieszkańców.